# Förstakammarvalet i Sverige 1898
Förstakammarvalet i Sverige 1898 var ett val i Sverige. Valet utfördes av landstingen och i de städer som inte hade något landsting utfördes valet av stadsfullmäktige. 1898 fanns det totalt 928 valmän, varav 907 deltog i valet.
I Stockholms stads valkrets ägde valet rum den 16 september. I Södermanlands läns valkrets, Östergötlands läns valkrets, Älvsborgs läns valkrets, halva Skaraborgs läns valkrets, Värmlands läns valkrets, Gävleborgs läns valkrets och halva Norrbottens läns valkrets ägde valet rum den 20 september. I Hallands läns valkrets, Västernorrlands läns valkrets och andra halvan av Norrbottens läns valkrets ägde valet rum den 21 september. I Kopparbergs läns valkrets ägde valet rum den 26 september. I Gotlands läns valkrets, Kristianstads läns valkrets och Malmöhus läns valkrets ägde valet rum den 27 september och i andra halvan av Skaraborgs läns valkrets ägde valet rum den 20 december.

## Valresultat
| Parti  | Parti                     | Röster | Valda | Mandatfördelning | Mandatfördelning | Mandatfördelning |
| Parti  | Parti                     | Röster | Valda | FK 1898          | FK 1899          | +/-              |
| ------ | ------------------------- | ------ | ----- | ---------------- | ---------------- | ---------------- |
|        | Protektionistiska partiet | 587    | 13    | 96               | 98               | +2               |
|        | Minoritetspartiet         | 149    | 3     | 28               | 29               | +1               |
|        | Partilösa                 | 239    | 4     | 26               | 23               | -3               |
|        | Övriga                    | 239    | 0     | 0                | 0                | +-0              |
| Totalt | Totalt                    | 1 214  | 20    | 150              | 150              | +-0              |

Det protektionistiska partiet behöll alltså egen majoritet.

## Invalda riksdagsmän
Stockholms stads valkrets:
- Ragnar Törnebladh, min

Södermanlands läns valkrets:
- Albert Sjöholm, prot

Östergötlands läns valkrets:
- Hugo Hedenstierna, prot
- Axel Danckwardt-Lillieström
- Josua Kjellgren

Gotlands läns valkrets:
- Theodor af Ekenstam, prot

Kristianstads läns valkrets:
- James Kennedy, prot

Malmöhus läns valkrets:
- Henrik Cavalli, prot
- Gustaf Thornérhjelm
- Wolmer Wrangel von Brehmer, prot

Hallands läns valkrets:
- Sebastian Tham, prot

Älvsborgs läns valkrets:
- Fredrik Almgren, prot

Skaraborgs läns valkrets:
- Carl Klingspor, prot
- Knut Åkerberg, prot

Värmlands läns valkrets:
- Carl Lundström

Kopparbergs läns valkrets:
- Knut Falk, prot

Gävleborgs läns valkrets:
- Wilhelm Brehmer, prot

Västernorrlands läns valkrets:
- Christian Fröberg, min

Norrbottens läns valkrets:
- Lars Berg, prot
- Carl Taube, min

## Fotnoter
1. ↑  Siffrorna avser de sammanlagda röstetalen för de riksdagsledamöter som tillhörde respektive parti och valdes under detta år. Rösterna på kandidater som tillhörde partierna men inte vann ett riksdagsmandat har alltså sorterats in under "övriga". Röstetalen på valkretsnivå är hämtade från SCB och riksdagsledamöternas partitillhörigheter är baserade på uppgifter från bokserien Tvåkammarriksdagen 1867–1970.